# 科尔特拉索尔
科尔特拉索尔，是西班牙安达卢西亚自治区韦尔瓦省的一个市镇。总面积40平方公里，总人口296人（2001年），人口密度7人/平方公里。